# Swiss Ultimate Association
Die Swiss Ultimate Association (SUA) ist der Fachverband für Ultimate in der Schweiz. Der Sitz und die Geschäftsstelle befinden sich in Zollikofen.

## Zweck
- Förderung und Verbreitung von Ultimate in der Schweiz.
- Verantwortlich für dies Schweizermeisterschaften.
- Stellt die Nationalmannschaften

Quelle: 